# Johannes Pinter
Stig Rune Johannes Runeborg Pinter (Vårdinge, Södermanland, 3 de març de 1965, és un escriptor, guionista i director de cinema suec.
Johannes Pinter és fill de l'escriptor Björn Runeborg i Mabel Runeborg. Es va casar amb Anna Pinter (nascuda el 1965) el 2004, i des de llavors porta el cognom Pinter.